# Steve van Deventer
Steve van Deventer (1951) is een Zuid-Afrikaans-Nederlands voormalig predikant. Hij begon in de Nederlandse Hervormde Kerk, maar stapte later over naar de pinksterbeweging.

## Levensloop
Hij is afkomstig uit Zuid-Afrika en volgde in dat land een theologische studie in de hoofdstad Pretoria. Vervolgens ging hij Hebreeuws onderwijzen aan de Universiteit van het Noorden. Na enige tijd vertrok hij naar Nederland waar hij aan de Rijksuniversiteit Groningen zich bekwaamde in het Oude Testament. Het kwam echter niet tot een voltooiing hiervan omdat hij in 1981 een beroep aannam van de Gereformeerde Kerk in Frieschepalen. Na een vijftal jaren verruilde hij deze plaats voor die in Houten, gevolgd door een predikantsbevestiging in 1995 in de Nederlandse Hervormde Kerk van Aalsmeer.
Van Deventer liet zich kennen als een predikant met een evangelicale voorkeur. In zijn twee laatste standplaatsen deed hij veel aan de vernieuwing van de kerk, bijvoorbeeld door de introductie van het zingen van opwekkingsliederen. Het gevolg hiervan was dat het aantal bezoekers flink steeg.
Van Deventer was ook betrokken bij het Evangelisch Werkverband.
Deze destijds binnen de Nederlandse Hervormde Kerk functionerende kerkelijke richting (tegenwoordig binnen diens opvolger, de Protestantse Kerk in Nederland - PKN) wil tot een dubbele dooppraktijk komen: de basis blijft de kinderdoop maar daarnaast de keuze om kinderen op te dragen in plaats van te dopen voor diegenen die vinden dat de doop pas op latere leeftijd voltrokken dient te worden. Dit was en is echter een problematische zaak in de Nederlandse Hervormde Kerk respectievelijk de PKN.
In 2000 liet de echtgenote van Van Deventer zich in een plaatselijke evangelische gemeente door middel van onderdompeling 'overdopen', hetzelfde deed een ouderling van zijn kerk. Vanwege dit gebeuren alsmede door zijn eigen opvattingen hierover kwam hij in conflict met de kerkenraad. Een en ander resulteerde erin dat hij zijn predikantschap beëindigde en overstapte naar een eveneens in Aalsmeer gevestigde pinkstergemeente genaamd Levend Evangelie Gemeente (LEG). Vanwege het verlangen het evangelie naar Amstelveen te brengen, zag hij zich genoodzaakt zich terug te trekken uit het leiderschap van de LEG. Hierna startte hij met vier anderen de pinkstergemeente Alphakerk Amstelland te Kudelstaart. In deze kerkelijke gemeente eindigde de samenwerking met Van Deventer. In juni 2007 startte hij wederom een nieuwe evangelische gemeente, De Weg te Mijdrecht, waarvan hij tot aan zijn pensioen voorganger was. Sinds 2012 maakt hij deel uit van het dagelijks bestuur van de Verenigde Pinkster- en Evangeliegemeenten.
Van Deventer was ook betrokken bij de Stichting Kana. Deze niet meer bestaande stichting speelde in de jaren negentig een belangrijke rol binnen de charismatische beweging.

## Privé
Steve van Deventer is getrouwd met Magda. Samen hebben ze drie kinderen.

## Werk
- John Wimber en de derde golf: bezinning op bijbelse spiritualiteit, samen met Martie Dieperink en Bob van Dijk, 1992, 86 blz., uitgeverij Kok-Voorhoeve - Kampen, ISBN 90-297-1104-3